# Nora Clausen
Nora Clausen (* 8. Februar 2001) ist eine deutsche Fußballspielerin.

## Karriere

### Vereine
Clausen feierte am 27. August 2017 ihr Debüt für die erste Frauenmannschaft von Werder Bremen, als sie in der DFB-Pokal-Erstrundenpartie gegen den TSV Jahn Calden in der 26. Minute für Nina Lührßen in die Partie kam und in der 78. Minute das 2:1-Siegtor für Bremen erzielte. Eine Woche später, am 3. September 2017 (1. Spieltag), folgte bei der 0:3-Heimniederlage gegen den SC Sand das Debüt in der Bundesliga. Der erste Bundesligatreffer folgte am 9. September (2. Spieltag) mit dem Tor zum 2:2-Endstand im Auswärtsspiel gegen den FF USV Jena. Daneben gehört sie 2017/18 zum Kader der U-17-Juniorinnen von Bremen, mit denen sie in der B-Juniorinnen-Bundesliga Nord/Nordost antritt.

### Nationalmannschaft
Die Offensivspielerin feierte am 29. November 2017 ihr Debüt im Nationaltrikot, als sie beim 4:1-Sieg der U-17-Nationalmannschaft gegen Finnland ab der 78. Minute zu einem Kurzeinsatz kam. Im Freundschaftsspiel gegen Norwegen am 1. März 2018 gelang ihr mit dem Treffer zum 2:1-Endstand das erste Länderspieltor. Ebenfalls 2018 qualifizierte sie sich mit dieser Auswahlmannschaft für die Europameisterschaft in Litauen, wo sie zum 18-köpfigen deutschen Kader gehörte.